# Coracias
Coracias és un gènere d'ocells de la família dels coràcids (Coraciidae) que habiten al Vell Món. Als Països Catalans hi viu el gaig blau que malgrat el seu nom no està relacionat filogenèticament amb el gaig.

## Llista d'espècies
Se n'han descrit 9 espècies dins aquest gènere:
- gaig blau porprat (Coracias naevius).
- gaig blau de l'Índia (Coracias benghalensis).
- gaig blau d'Indoxina (Coracias affinis).
- gaig blau de Sulawesi (Coracias temminckii).
- gaig blau de raquetes (Coracias spatulatus).
- gaig blau de clatell verd (Coracias caudatus).
- gaig blau d'Etiòpia (Coracias abyssinicus).
- gaig blau comú (Coracias garrulus).
- gaig blau capblanc (Coracias cyanogaster).